# Альф Шервуд
Альфред Томас Шервуд (англ. Alfred Thomas Sherwood, 13 листопада 1923 — 12 березня 1990) — валлійський футболіст, захисник. У період з 1947 по 1957 рік він зіграв загалом 41 матч за збірну Уельсу.

## Біографія
Шервуд розпочав грати у футбол в клубі «Абераман Атлетік». У дитинстві Шервуд грав як у футбол, так і в крикет, граючи разом з Тревором Фордом і Гілбертом Паркгаусом, а потім став одним із Bevin Boys, створеним колишнім міністром праці та національної служби Ернестом Бевіном, у якій молоді чоловіки у віці від 18 до 25 були призвані працювати шахтарями під час Другої світової війни.
1942 року Шервуд приєднався до «Кардіфф Сіті» після того, як вразив тодішнього менеджера Сіріла Спірса у товариському матчі під час війни. Спочатку він грав на фланзі, але під час матчу проти «Ловеллс Атлетік» у клубі не вистачало захисників, тому Шервуд був переведений на позицію крайнього захисника, де провів настільки вдалий матч, що грав на цій позиції до кінця своєї кар'єри. Загалом він зіграв за клуб у 140 матчах воєнного часу.
1946 року у свій 23-й день народження, Шервуд дебютував за збірну Уельсу в матчі проти Англії. Футбольна ліга повернулася у сезоні 1946/47, і Шервуд пропустив лише один матч, оскільки клуб зайняв перше місце в третьому дивізіоні на півдні. Після уходу Фреда Стенсфілда Шервуд став виступати у парі з іншим видатним гравцем «Кардіфф Сіті», Роном Стітфоллом, а в сезоні 1951/52 Шервуд був призначений капітаном клубу, повернувши їх у перший дивізіон того року. Шервуд також став капітаном збірної Уельсу у знаменитому переможному матчі над Англією в 1955 році.
Шервуд також був запасним воротарем у клубі і збірній, оскільки заміни під час матчу в цей час ще не використовувались. Так 17 квітня 1954 року в матчі проти «Ліверпуля» голкіпер валлійської команди Рон Гавеллс зламав великий палець під час сейву і Шервуд зайняв його місце, відбивши пенальті від Біллі Лідделла, завдяки якому «Ліверпуль» за підсумками сезону покинув вищий дивізіон.
Шервуд став одним із лідерів клубу за всю історію виступів у всіх змаганнях, перш ніж менеджер Тревор Морріс дозволив йому залишити клуб у 1956 році у віці 33 років і приєднатися до нижчолігового «Ньюпорт Каунті». Там він зіграв у понад 200 матчах, а також провів свої останні два матчі за Уельс.
Після уходу з «Ньюпорта» в 1961 році він недовго працював граючим тренером валлійського клубу «Баррі Таун».
Після завершення ігрової кар'єри Шервуд працював у Національній вугільній раді офіцером безпеки. Він помер від серцевого нападу в гольф-клубі Llantrisant & Pontyclun 10 березня 1990 року.
У 2006 році Альф Шервуд був включений до Зали спортивної слави Уельсу.